# Grupul Interministerial Strategic
Grupul Interministerial Strategic (GIS) este o structură care funcționează în subordinea primului ministru al României și este coordonat de către viceprim-ministrul pentru securitate națională.
A fost înființat pe 10 iunie 2013.
GIS asigură cooperarea eficientă a structurilor statului cu atribuții în prevenirea și combaterea criminalității ce se circumscrie amenințărilor în domeniul securității naționale din responsabilitatea instituțiilor guvernamentale, realizează evaluări multisectoriale ale vulnerabilităților, riscurilor și amenințărilor din domeniul de competență, informează Guvernul cu privire la disfuncțiile constatate și propune măsuri pentru remedierea acestora.